# Fundamentale Wechselwirkung
Eine fundamentale Wechselwirkung ist einer der grundlegend verschiedenen Wege, auf denen physikalische Objekte (Körper, Felder, Teilchen, Systeme) einander beeinflussen können. Es gibt die vier fundamentalen Wechselwirkungen Gravitation, Elektromagnetismus, schwache Wechselwirkung und starke Wechselwirkung. Sie werden auch als die vier Grundkräfte der Physik oder als Naturkräfte bezeichnet.
Einzeln oder in Kombination bringen die vier fundamentalen Wechselwirkungen sämtliche bekannten physikalischen Prozesse hervor, seien es Prozesse zwischen Elementarteilchen oder zwischen Materie und Feldern in makroskopischen Ausmaßen, sei es auf der Erde, in Sternen oder im Weltraum. Weitere Arten von Wechselwirkungen scheinen zur Beschreibung der Natur nicht erforderlich; gelegentlich aufgestellte Hypothesen über eine „fünfte Kraft“, die zur Erklärung bestimmter Beobachtungen nötig wäre, konnten nicht bestätigt werden. Andererseits ist es bisher auch nicht gelungen, die Vielfalt der beobachteten Vorgänge mit weniger als vier fundamentalen Wechselwirkungen zu erklären.
Allerdings ist anzumerken, dass dieses einfache Bild, das etwa um die Mitte des 20. Jahrhunderts herausgearbeitet wurde, nach neueren Entwicklungen zu modifizieren ist: Zwei der vier Wechselwirkungen (die elektromagnetische und die schwache Wechselwirkung) werden im heutigen Standardmodell der Elementarteilchenphysik aus einer gemeinsamen Grundlage hergeleitet, die den Namen elektroschwache Wechselwirkung trägt. Daher wird zuweilen von insgesamt nur drei fundamentalen Wechselwirkungen gesprochen. Andererseits enthält das Standardmodell das neuartige Higgs-Feld, das durch eine besondere Art der Wechselwirkung den zunächst als masselos angesetzten Fermionen, z. B. den Elektronen, ihre Masse verleiht. Diese Wechselwirkung wird jedoch bisher (Stand 2017) gewöhnlich nicht als fünfte fundamentale Wechselwirkung bezeichnet.

## Die vier Grundkräfte

### Gravitation
Die Gravitation, auch Schwerkraft genannt, wurde im 17. Jahrhundert von Isaac Newton als Naturkraft identifiziert und mathematisch beschrieben. Sie geht von jedem Körper mit Masse aus und wirkt anziehend auf alle anderen Massen. Sie nimmt mit der Entfernung ab, lässt sich nicht abschirmen und hat eine unendliche Reichweite. Die von der Erde ausgehende Gravitation macht den Hauptanteil der Gewichtskraft aus, die unsere Lebenswelt entscheidend beeinflusst. Die Gravitation ist die vorherrschende Wechselwirkung zwischen den Planeten und der Sonne und somit die Ursache für die Gestalt des Sonnensystems. Sie hat maßgeblichen Einfluss auf den Zustand und die Entwicklung der Sterne, dominiert aber auch die großräumigen Strukturen des Universums. Die Gravitationskraft wirkt auch zwischen je zwei Gegenständen von der Größe, mit der wir täglich umgehen, ist dann aber so schwach, dass sie im Alltag praktisch vernachlässigbar ist und erst Ende des 18. Jahrhunderts von Henry Cavendish experimentell nachgewiesen werden konnte (Gravitationswaage).
In Weiterentwicklung des newtonschen Gravitationsgesetzes ist die heute gültige Gravitationstheorie die allgemeine Relativitätstheorie, die Anfang des 20. Jahrhunderts von Albert Einstein aufgestellt wurde. Eine zugehörige Quantenfeldtheorie wurde bisher noch nicht gefunden.

### Elektromagnetische Wechselwirkung
Die elektromagnetische Wechselwirkung wurde ab Mitte des 19. Jahrhunderts als eine Grundkraft der Natur identifiziert, nachdem James Clerk Maxwell die nach ihm benannten Maxwell-Gleichungen aufgestellt hatte, mit denen die Phänomene der Elektrizität, des Magnetismus und der Optik gleichermaßen beschrieben werden können. Die elektromagnetische Wechselwirkung geht von elektrischen Ladungen, magnetischen Dipolen und elektromagnetischen Feldern aus. Die Kräfte, die sie auf magnetische oder geladene Körper ausübt, können vom Menschen direkt wahrgenommen werden. Wie die Gravitation hat die elektromagnetische Wechselwirkung eine unendliche Reichweite. Sie wirkt aber je nach Vorzeichen der elektrischen Ladung anziehend oder abstoßend und lässt sich deshalb im Gegensatz zur Gravitation abschirmen oder gar eliminieren (positive und negative Ladungen kompensieren sich üblicherweise fast exakt). Auf die elektromagnetische Wechselwirkung können alltägliche Phänomene wie Licht, Elektrizität, Magnetismus, chemische Bindung, also auch chemische Reaktionen und unterschiedliche Materialeigenschaften in Natur und Technik zurückgeführt werden. Die quantenfeldtheoretische Weiterentwicklung der klassischen Maxwell-Gleichungen führte Mitte des 20. Jahrhunderts zur Quantenelektrodynamik. Darin ist das Photon das allen elektromagnetischen Effekten zugrunde liegende Austauschteilchen.

### Schwache Wechselwirkung
Die auch als schwache Kernkraft bezeichnete schwache Wechselwirkung wurde 1934 von Enrico Fermi als die neue fundamentale Wechselwirkung entdeckt und beschrieben, die die Betaradioaktivität verursacht. Sie hat die extrem kurze Reichweite von etwa 10−17 m. Sie wirkt zwischen allen Teilchen vom Typ Lepton und Quark, wobei sie als einzige der Wechselwirkungen Umwandlungen von einer Teilchenart in eine andere bewirken kann (z. B. Elektron wird Neutrino, up-Quark wird down-Quark, aber nicht zwischen Leptonen und Quarks). Die schwache Wechselwirkung ist auch die einzige, die die Symmetrie der Naturvorgänge gegenüber einer Spiegelung des Raums (Parität, P-Symmetrie), einer Umkehrung der Ladungen (Teilchen-Antiteilchen-Symmetrie, C-Symmetrie) oder der Zeitrichtung (T-Symmetrie) verletzt (s. Paritätsverletzung, Ladungskonjugation, Zeitumkehrinvarianz). Die schwache Wechselwirkung kann vom Menschen nicht direkt wahrgenommen werden, bewirkt aber z. B. unverzichtbare Zwischenschritte bei der Kernfusion von Wasserstoff zu Helium, aus der die Sonne ihre Strahlungsenergie bezieht. (Die Energie selbst wird durch die Starke Wechselwirkung freigesetzt.)
Die quantenfeldtheoretische Beschreibung der schwachen Wechselwirkung beruht auf der Zusammenfassung mit der elektromagnetischen zur elektroschwachen Wechselwirkung, die ein Grundpfeiler des Standardmodells der Elementarteilchenphysik ist. Ihre Austauschteilchen sind das Z0, W+ und W−, die durch ihre große Masse sowohl die kurze Reichweite als auch die verhältnismäßige Schwäche bei alltäglichen Vorgängen bewirken. Im Zusammenhang mit der Erklärung der Masse dieser Austauschteilchen sagt die Theorie ein weiteres Teilchen voraus, das Higgs-Boson. Im Juli 2012 hat das Forschungszentrum CERN den Nachweis eines Teilchens am Large Hadron Collider bekanntgegeben, bei dem es sich mit großer Wahrscheinlichkeit um das Higgs-Boson handelt.

### Starke Wechselwirkung
Die starke Wechselwirkung, auch starke Kernkraft genannt, bindet die Quarks aneinander. Sie bewirkt damit den inneren Zusammenhalt der Hadronen, z. B. des Protons und Neutrons. Sie ist darüber hinaus Ursache der gegenseitigen Anziehungskräfte kurzer Reichweite, die zwischen den Hadronen wirken. Diese werden als Kernkräfte im engeren Sinn bezeichnet, da sie den Zusammenhalt der Protonen und Neutronen zum Atomkern ermöglichen. Damit bestimmt die starke Wechselwirkung die Bindungsenergie der Atomkerne und die Energieumsätze bei Kernreaktionen. Diese Energieumsätze sind typischerweise millionenfach größer als in der Chemie, wo sie von der elektromagnetischen Wechselwirkung zwischen den Atomhüllen herrühren.
Als stärkste Grundkraft der Natur wurde die starke Wechselwirkung seit den 1920er Jahren postuliert, konnte aber erst in den 1970er Jahren nach der Entdeckung, dass alle Hadronen aus zwei oder drei Quarks zusammengesetzt sind, zutreffend beschrieben werden. Die Quantenfeldtheorie der starken Wechselwirkung ist die Quantenchromodynamik (QCD). Sie stellt die Wechselwirkung zwischen zwei Quarks durch den Austausch eines Gluons dar. Die Teilchen tragen einen eigenen Typ Ladung, die im Unterschied zur elektrischen Ladung in acht Varianten auftritt. Eine Charakterisierung geschieht über drei gleichzeitig messbare Größen, die als Farbladungen der Objekte bezeichnet werden. Charakteristisch für die starke Wechselwirkung ist, dass die elementaren Teilchen, bei denen sie wirkt, nicht isoliert auftreten können. Versucht man etwa zwei Quarks voneinander zu trennen, muss so viel Energie aufgewendet werden, dass wegen der Äquivalenz von Masse und Energie weitere Quarks entstehen und sich mit den vorhandenen wieder zu vollständigen Hadronen verbinden. Dieses als Confinement (Einschließung) bezeichnete Phänomen hat zur Folge, dass die Reichweite der starken Wechselwirkung effektiv nicht über den Radius eines Hadrons (ca. 10−15 m) hinausgeht. Die genauen Mechanismen der starken Wechselwirkung sind Gegenstand aktueller Forschung.

### Tabellarische Auflistung
| Grundkraft               | Austauschteilchen     | Masse (GeV/c2) | Spin | relative Stärke | Reichweite (m) | Ladung                                          |
| ------------------------ | --------------------- | -------------- | ---- | --------------- | -------------- | ----------------------------------------------- |
| Gravitation              | Graviton (postuliert) | ≈ 0            | 02   | 10−41           | ∞              | Masse                                           |
| Elektromagnetische Kraft | Photon                | ≈ 0            | 01   | 10−2            | ∞              | elektrische Ladung                              |
| Schwache Wechselwirkung  | W+, W−                | ≈ 80           | 01   | 10−15           | < 10−17        | nicht definierbar                               |
| Schwache Wechselwirkung  | Z0                    | ≈ 91           | 01   | 10−15           | < 10−17        | nicht definierbar                               |
| Starke Wechselwirkung    | Gluon                 | ≈ 0            | 01   | 1               | ≈ 10−15        | starke Ladung, charakterisiert durch Farbladung |

Hinweis: Die typische relative Stärke ist so angegeben, wie sie bei Prozessen im Energiebereich bis zu einigen GeV beobachtet wird. Da die Werte stark von der Energie abhängen, ist die schwache Wechselwirkung in einigen Quellen auch mit der relativen Stärke 10−13 angegeben, die Gravitation mit 10−38 oder 10−39. Die wesentliche Feststellung ist die Winzigkeit der Stärke der Gravitation sowie der kleine Wert der schwachen Wechselwirkung bei niedrigen Energien.

## Hypothetische weitere Kräfte
Obwohl bisher noch keine Nachweise geliefert werden konnten, wird in der theoretischen Physik vielfach über weitere mögliche Kräfte spekuliert. Darunter fallen beispielsweise Technicolor-Theorien, Theorien der Supersymmetrie oder Stringtheorien. Neue makroskopische Kräfte werden gelegentlich unter dem Begriff „Fünfte Kraft“ zusammengefasst. Alle diese Kräfte stellen hypothetische Erweiterungen des Standard-Modells der Elementarteilchenphysik dar.

## Vereinheitlichende Theorien
Eines der Ziele der Physik ist es herauszufinden, ob alle Grundkräfte oder Wechselwirkungen in einem vereinheitlichten Gesamtkonzept zu beschreiben sind. Damit könnte es möglich sein, alle bekannten Kräfte auf eine einzige Grundkraft zurückzuführen. Man spricht hier von vereinheitlichten Theorien. Beispielsweise ist die elektromagnetische Wechselwirkung eine Vereinheitlichung der elektrischen und der magnetischen Wechselwirkung. Weiter haben die elektromagnetische Wechselwirkung und die schwache Wechselwirkung bei Energien ab etwa 102 GeV etwa gleiche Stärke und können als elektroschwache Wechselwirkung vereinheitlicht beschrieben werden. Jedoch steht im gegenwärtigen Standardmodell der Elementarteilchenphysik die starke Wechselwirkung unverbunden daneben. Eine Theorie, die diese drei Grundkräfte des gegenwärtigen Standardmodells der Elementarteilchenphysik vereinheitlichen würde, wird große vereinheitlichte Theorie (Grand Unification Theory GUT) genannt. Als zentraler Bestandteil gilt die Annäherung der Kopplungskonstanten der drei Wechselwirkungen an einen gemeinsamen Wert, wenn die Prozesse bei immer höherer Energie untersucht werden. Aktuelle Theorien nehmen eine solche Annäherung bei etwa 1016 GeV an, das liegt um einen unerreichbaren Faktor 1012 über der derzeit höchsten in einem Experiment erzielten Teilchenenergie.
Eine Theorie, die alle vier Grundkräfte vereint, wird Weltformel oder Theory of Everything (TOE) genannt. Sie muss also über die noch hypothetische GUT hinaus eine bisher ebenfalls unbekannte Quantentheorie der Gravitation beinhalten. Stringtheorien oder Superstringtheorien gelten hier als aussichtsreiche Kandidaten, auch wenn sie bisher kein durch Experimente nachprüfbares Resultat ergeben haben.
Die folgende Tabelle beschreibt schematisch das Verhältnis verschiedener Grundkräfte zueinander und die entsprechende Hierarchie der Theorien der Physik:
| Fundamentale Wechselwirkungen und ihre Beschreibungen (Theorien in frühem Stadium der Entwicklung sind grau hinterlegt.) |                                       |                                                 |                                   |                         |                                |
| | Starke Wechselwirkung                 | Elektromagnetische Wechselwirkung               | Elektromagnetische Wechselwirkung | Schwache Wechselwirkung | Gravitation                    |
| klassisch |                                       | Elektrostatik                                   | Magnetostatik                     |                         | Newtonsches Gravitationsgesetz |
| klassisch | Elektrodynamik                        | Elektrodynamik                                  | Allgemeine Relativitätstheorie    |                         |                                |
| quanten- theoretisch | Quantenchromodynamik (Standardmodell) | Quantenelektrodynamik                           | Quantenelektrodynamik             | Fermi-Theorie           | Quantengravitation (?)         |
| quanten- theoretisch | Quantenchromodynamik (Standardmodell) | Elektroschwache Wechselwirkung (Standardmodell) |                                   |                         | Quantengravitation (?)         |
| quanten- theoretisch | Große vereinheitlichte Theorie (?)    |                                                 |                                   |                         | Quantengravitation (?)         |
| quanten- theoretisch | Weltformel („Theorie von Allem“) (?)  |                                                 |                                   |                         |                                |